# Erzbischöfliches Palais (Aix-en-Provence)

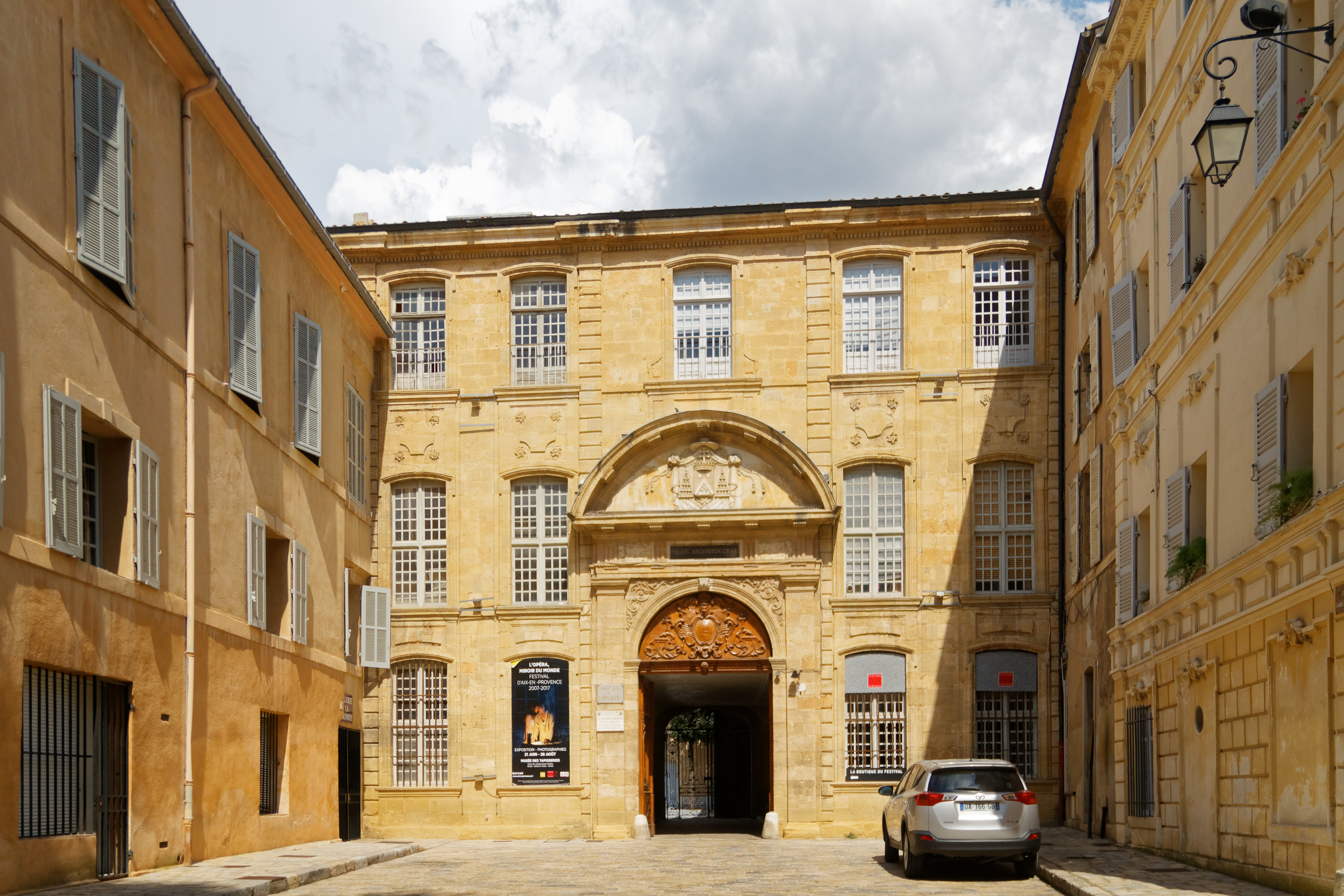
Haupteingang des Palastes

Das Erzbischöfliche Palais (französisch Palais archiépiscopal) in Aix-en-Provence ist der ehemalige Sitz der Erzbischöfe von Aix. Er befindet sich im Norden der Altstadt östlich angrenzend an die Kathedrale Saint-Sauveur. Das Gebäude im Régencestil entstand zwischen 1650 und 1730 und umschließt einen geräumigen Innenhof, in dem alljährlich das Musikfestival von Aix stattfindet.
Wie man bei Ausschachtungsarbeiten 1985 herausfand, befindet sich der Palais zusammen mit der Kathedrale auf den Fundamenten des römischen Forums von Aquae Sextiae.

## Tapisseriemuseum
Im ersten Stock des Gebäudes ist seit Anfang des 20. Jahrhunderts ein Tapisseriemuseum untergebracht. Die prunkvoll ausgestatteten Wohnräume beherbergen eine umfangreiche Gobelin-Sammlung aus dem 17. und 18. Jahrhundert. Zu sehen sind Wandteppiche, gewebte Theaterkulissen, zeitgenössische Textilkunst und antike Möbel. Die meisten Werke wurden in Flandern und vor allem in der Manufaktur von Beauvais (Picardie) hergestellt. Besonders sehenswert sind einige Teppiche mit Szenen aus dem Roman Don Quichote de la Mancha von Miguel de Cervantes.

## Festival von Aix
Der barocke Innenhof des Palastes dient als Schauplatz für das alljährlich im Juli stattfindende Opernfestival (Festival d’Art Lyrique et de la Musique d’Aix en Provence). Das renommierte Festival entstand 1948 als französisches Gegenstück zu den Festspielen in Bayreuth und Salzburg. Dazu werden seitdem die besten Sänger, Dirigenten und Regisseure aus ganz Europa eingeladen. Das Festival war früher ein beliebter Sommertreffpunkt der gehobenen Pariser und Marseiller Gesellschaft. Seit der Unterstützung durch die europäische Musikakademie sind auch Karten zu erschwinglichen Preisen erhältlich.
Der Hof fasst Platz für ungefähr 1300 Zuschauer. Er wurde 1997/98 umgebaut und ist seither mit einer größeren Bühne und einem größeren Orchestergraben ausgestattet.